# 馬雷克羅什 (密蘇里州)
馬雷克羅什（英語：Marais Croche）是位於美國密蘇里州聖查爾斯縣的非建制地區。

## 地理
馬雷克羅什所處的海拔為高於海平面134米（即440英呎），而該地所採用的時區為UTC-6，即北美中部時區（CST）。同時該地設有夏令時間，為UTC-6調快一小時，即UTC-5（CDT）。